# الرمال العربية (فلم)
الرمال العربية فيلم سينمائي أخرجه المخرج الإماراتي - مجيد عبد الرزاق. يحكي الفيلم قصة الرحالة البريطاني السير ولفرد ثيسغر(بالإنجليزية: Wilfred Thesiger) مبارك بن لندن الذي عبر الربع الخالي 1945-1950 تلك الصحراء القاسية مساحتها نصف مليون ميل مربع

## الإنتاج
أنتج الفيلم من نسختين واحدة بالعربية وأخرى ترجمت بالإنجليزية وكانت من بطولة مجيد عبد الرزاق في دور ولفرد ثيسغر ووالممثل الكويتي عبد الله الطراروه في دور سالم بن غبيشة والممثل العماني عمر البصراوي في دور سالم بن كبينة

## طاقم العمل
عمل على كتابة السيناريو المؤلف الإماراتي عبد الجليل السعد
و قد لعب عدد من الممثلين العمانيين والإماراتيين ادواراً الفنان عبيد بن صندل، الفنان سعيد الحداد والفنان 

### الممثلون الإماراتيون
- مجيد عبد الرزاق
- عبيد بن صندل
- سعيد الحداد

### الممثلون الكويتيون
- عبد الله الطراروه

## الممثلون العمانيون
- عمر البصراوي
- قابوس

## روابط خارجية
- مقالات تستعمل روابط فنية بلا صلة مع ويكي بيانات